# Oceaniska mästerskapet i handboll
Oceaniska mästerskapet i handboll har spelats sedan 1994 för herrar och sedan 1997 för damer. Förutom att utse en oceanisk mästare, fungerade turneringen även som ett kval till VM. Sista mästerskapet spelades 2014 (herrar) respektive 2016 (damer). Sedan 2016 (herrar) respektive 2018 (damer) har Asien och Oceanien gemensamma mästerskap.

## Herrar
| År                        | Värdnation  | Final          | Final       | Final       | Match om tredjepris                     | Match om tredjepris                     | Match om tredjepris                     |                                         |
| År                        | Värdnation  | Vinnare        | Resultat    | Tvåa        | Trea                                    | Resultat                                | Fyra                                    |                                         |
| ------------------------- | ----------- | -------------- | ----------- | ----------- | --------------------------------------- | --------------------------------------- | --------------------------------------- | --------------------------------------- |
| 1994                      | Australien  | Australien     | 36–12/23–10 | Nya Zeeland | Tre lag anmälda, endast två lag deltog. | Tre lag anmälda, endast två lag deltog. | Tre lag anmälda, endast två lag deltog. | Tre lag anmälda, endast två lag deltog. |
| 1996                      | Nya Zeeland | Australien     | 19–13/29–20 | Nya Zeeland | Endast två lag deltog.                  | Endast två lag deltog.                  | Endast två lag deltog.                  | Endast två lag deltog.                  |
| 2002                      | Australien  | Australien     | Gruppspel   | Vanuatu     | Cooköarna                               | Endast tre lag deltog.                  | Endast tre lag deltog.                  | Endast tre lag deltog.                  |
| 2004                      | Australien  | Australien     | Gruppspel   | Nya Zeeland | Cooköarna                               | Endast tre lag deltog.                  | Endast tre lag deltog.                  | Endast tre lag deltog.                  |
| 2006                      | Australien  | Australien     | Gruppspel   | Nya Zeeland | Cooköarna                               | Endast tre lag deltog.                  | Endast tre lag deltog.                  | Endast tre lag deltog.                  |
| 2008                      | Nya Zeeland | Nya Kaledonien | Gruppspel   | Australien  | Cooköarna                               | Gruppspel                               | Nya Zeeland                             |                                         |
| 2010                      | Nya Zeeland | Australien     | Gruppspel   | Nya Zeeland | Cooköarna                               | Endast tre lag deltog.                  | Endast tre lag deltog.                  | Endast tre lag deltog.                  |
| 2012                      | Australien  | Australien     | 31–10/31–10 | Nya Zeeland | Endast två lag deltog.                  | Endast två lag deltog.                  | Endast två lag deltog.                  | Endast två lag deltog.                  |
| 2014                      | Nya Zeeland | Australien     | 22–18/32–18 | Nya Zeeland | Endast två lag deltog.                  | Endast två lag deltog.                  | Endast två lag deltog.                  | Endast två lag deltog.                  |
| Se asiatiska mästerskapet |             |                |             |             |                                         |                                         |                                         |                                         |